# Janów Lubelski (gmina)
Pour les articles homonymes, voir Janów Lubelski (homonymie).
Janów Lubelski est une gmina mixte (gmina miejsko-wiejska) de la powiat de Janów Lubelski, dans la Voïvodie de Lublin, dans l'est de la Pologne.
Son siège administratif (chef-lieu) est la ville de Janów Lubelski, qui se situe environ 60 kilomètres au sud de la capitale régionale Lublin (capitale de la voïvodie).
La gmina couvre une superficie de 178,24 km2 pour une population de 16 106 habitants en 2006.

## Histoire
De 1975 à 1998, la gmina est attachée administrativement à la voïvodie de Tarnobrzeg.

Depuis 1999, elle fait partie de la voïvodie de Lublin.

## Géographie
Outre la ville de Janów Lubelski, la gmina inclut les villages et localités de :

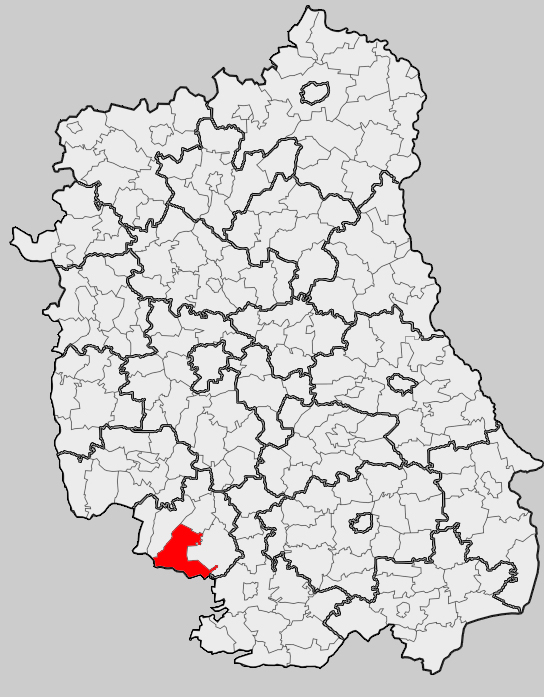
Position de la gmina dans la voïvodie

- Biała Druga
- Biała Pierwsza
- Borownica
- Cegielnia
- Jonaki
- Kiszki
- Kopce
- Łążek Garncarski
- Łążek Ordynacki
- Momoty Dolne
- Momoty Górne
- Pikule
- Ruda
- Szewce
- Szklarnia
- Ujście
- Zofianka Górna

### Gminy voisines
La gmina de Janów Lubelski est voisine des gminy suivantes :
- Biłgoraj
- Dzwola
- Godziszów
- Harasiuki
- Jarocin
- Modliborzyce
- Pysznica

## Structure du terrain
D'après les données de 2002, la superficie de la commune de Janów Lubelski est de 178,24 kilomètres carrés, répartis comme ceci :
- terres agricoles : 27 %
- forêts : 65 %

La commune représente 20,36 % de la superficie du powiat.

## Démographie
Données du 30 juin 2004:
| Description        | Total  | Total | Femmes | Femmes | Hommes | Hommes |
| ------------------ | ------ | ----- | ------ | ------ | ------ | ------ |
| Unité              | Nombre | %     | Nombre | %      | Nombre | %      |
| Population         | 16 074 | 100   | 8 103  | 50,4   | 7 971  | 49,6   |
| Densité (hab./km²) | 90,2   | 90,2  | 45,5   | 45,5   | 44,7   | 44,7   |

Données du 30 juin 2014 :
| Description | Total  | Total | Femmes | Femmes | Hommes | Hommes |
| ----------- | ------ | ----- | ------ | ------ | ------ | ------ |
| Unité       | Nombre | %     | Nombre | %      | Nombre | %      |
| Population  | 16 259 | 100   | 8 271  | 50,87  | 7 988  | 49,13  |
| Urbain      | 12 079 | 74,29 | 6 184  | 38,03  | 5 895  | 36,26  |
| Rural       | 4 180  | 25,71 | 2 087  | 12,84  | 2 093  | 12,87  |